# El Medah
El Medah è un comune della Mauritania situato nella regione di Adrar. Fa parte del dipartimento di Aoujeft e nel censimento della popolazione del 2000 contava 5.815 abitanti .